# Ânkh
 (avril 2024).
Si vous disposez d'ouvrages ou d'articles de référence ou si vous connaissez des sites web de qualité traitant du thème abordé ici, merci de compléter l'article en donnant les références utiles à sa vérifiabilité et en les liant à la section « Notes et références ».
Ne doit pas être confondu avec Croix Ânkh (hiéroglyphe égyptien S34), ♀ ou Croix-de-Vie.
Pour les articles homonymes, voir Ankh et Croix de vie.
| S34 |

| S34 |

 ansée, croix de vie, clé de vie, croix égyptienne, croix du Nil, est un hiéroglyphe représentant le mot ˁnḫ, qui signifie « vie ».
Il était utilisé par les Égyptiens pour symboliser la vie. Les Égyptiens pensaient que leur séjour sur Terre n'était qu'une partie d'une vie éternelle plus grande. La croix de vie symbolise donc non seulement l'existence mortelle sur la Terre, mais également leur existence immortelle dans l'après-vie. Ses origines et significations ne sont pas certaines.
Depuis la fin du XXe siècle, l'ânkh est de nouveau utilisée de façon décorative.

## Représentation
L'ânkh est constituée d'une longue barre verticale, d'une plus petite horizontale et d'un ovale à leur intersection. Elle a donc une forme de croix latine mais avec un anneau à la place de la barre verticale du haut. L'ânkh peut prendre diverses couleurs.
Dans l'art égyptien, l'ânkh est donc omniprésente chez les divinités. En effet, elle est portée par des dieux qui la tiennent par la boucle ou la portent dans chaque main avec les bras croisés sur la poitrine. Elle apparaît souvent au bout des doigts d'un dieu ou d'une déesse dans des images qui représentent les divinités de l'au-delà conférant le don de la vie à la momie de la personne morte. Elle est placée près de la bouche et du nez comme pour insuffler la vie. Représentée près des pieds, elle offre une protection divine aux morts. Différentes divinités sont représentées avec l'ânkh: le plus souvent la déesse Isis, mais aussi Maât, déesse de la vérité, Atoum, dieu du soleil et Sekhmet, déesse guerrière. Le pharaon tient également l'ânkh soulignant ainsi sa nature divine. En effet, pharaon tient l'ânkh comme un accessoire que les dieux lui ont confié. Il la tient souvent dans la main de manière passive, mais ne l'utilise pas.
L'ânkh apparaît dans les tombes égyptiennes, sur les murs des temples, des stèles, des statues et sur des frises. Elle est utilisée à de nombreuses reprises dans l'art funéraire car elle est un symbole de force vitale impérissable. Elle est généralement peinte ou sculptée. Certains miroirs étaient aussi taillés en forme d'ânkh. Dans l'art amarnien, la croix ansée est portée par les rayons solaires (terminés par des mains), symbolique du soleil dispensant la vie sur Terre.

## Apparitions

### Origine inconnue
Dès le quatrième millénaire avant notre ère, la civilisation égyptienne s'impose avec les arts, les sciences, ses techniques agricoles, son organisation sociale et sa gestion des crues du Nil, facilités par la mise en place d'un système d'écriture. Il est composé de hiéroglyphes qui sont des images expressives et simplifiées d'objets, de choses de la vie quotidienne et de divinités. Mais l'ânkh ne semble pas avoir d'origine concrète, l'origine de la croix de vie égyptienne est inconnue. Elle est utilisée par les Égyptiens dès le début de la période dynastique de 3150 à 2613 av. J.-C. Elle accompagnait toutes les cérémonies rituelles et servait de talisman protecteur.

### Première croix copte

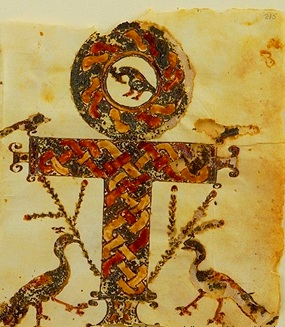
Crux ansata.

Les chrétiens d'Égypte, appelés chrétiens coptes utilisaient une croix semblable à l'ânkh. La croix des premiers chrétiens d'Égypte est nommée « crux ansata » signifiant « croix avec un manche » ou « croix ansée » en latin. L’auteur ecclésiastique Sozomène — mort vers 450 — rapporte que quand l’évêque Théophile d’Alexandrie détruisit en 391 le grand temple du dieu Sarapis afin d’exalter la victoire du christianisme sur le paganisme, la croix égyptienne était présente sur les murs qui subsistèrent. Les chrétiens y virent la ressemblance avec la croix du Christ comme un instrument du triomphe de la vie sur la mort. Les coptes choisirent alors une croix semblable à l'ânkh comme croix chrétienne. Cette croix est similaire à l'ânkh mais l'anneau ovale de l'ânkh est remplacé par un cercle. Dans les premiers siècles chrétiens d’Égypte, la croix ansée fut souvent représentée sur des tissus ou des stèles funéraires. Ce n’est qu’avec la paix établie par l’empereur Constantin Ier, au IVe siècle, que la croix commence à se développer comme symbole chrétien en dehors de l’Égypte. Mais avec la conquête arabe au VIIe siècle, son usage disparut progressivement.
L'ânkh est donc passé d'un symbole d'une religion à une autre.

## Significations
Le mot ânkh, anokh, ou anok signifie « la vie » en égyptien. Les Égyptiens pensaient que leur séjour sur Terre n'était qu'une partie d'une vie éternelle plus grande. La croix de vie symbolise donc non seulement l'existence mortelle sur la Terre, mais également leur existence immortelle de leur après-vie. En copte, langue liturgique chamito-sémitique descendant de l'égyptien ancien, comporte aussi le terme anokh. De même, l'hébreu biblique comporte le terme anokhy dans le premier commandement du Décalogue. Anokh et anokhy veulent alors dire « Je suis Dieu » et par conséquent « Je suis éternel ».
La signification de l'ânkh peut varier selon sa couleur. Lorsque la croix est bleue, l'ânkh est associée aux divinités et au ciel, or et jaune, elle est associée au Sud, verte elle est liée au Nil Vert et au Nord, argent brillant correspond à la vie sur Terre, et enfin argent oxydé, elle évoque l'Ouest et le monde des morts.
L'ânkh peut être symbole de vie éternelle. En se basant sur la forme de la croix latine, l’axe vertical de l'ânkh pourrait symboliser la dimension divine, et l’axe horizontal la dimension physique. L'ânkh marquerait alors la période de la création à la mort et jusqu'au-delà de la mort dans la vie éternelle. Les anciens égyptiens associaient donc l'ânkh à la vie spirituelle de l'âme. Sa forme ovale pourrait symboliser l'éternité des divinités vivantes, et la croix qui en sort est un symbole de continuation et de l’extension. Mais l'ânkh fait aussi l'objet d'autres interprétations.
L'ânkh pourrait être la combinaison entre le masculin et le féminin considérés comme les deux forces de la vie. Le masculin est associé à Osiris et le féminin à Isis. C'est l'union entre le ciel et la terre, Leur union a permis de sauver l'humanité grâce à la victoire d'Horus sur Seth. La partie ovale correspondrait au vagin ou à l'utérus, la ligne verticale à une forme phallique et les bras en extension les enfants créés par l'unification des deux sexes. L'ânkh symbolise encore une fois la vie, et plus spécifiquement la création de la vie par l'harmonie entre l'homme et la femme. L'utérus stylisé peut également être symbole de fertilité.
L'ânkh pourrait symboliser le Nil, source de vie pour les Égyptiens avec la barre verticale qui représente la vallée du Nil est donc la Haute-Égypte et la barre horizontale le nœud d'Isis, qui réunit en un tout les deux parties du fleuve et, par extension, du pays, ainsi que son delta, la Basse-Égypte, qui est la boucle. Cette théorie serait corroborée par certaines représentations de l'ânkh sur lesquelles on peut distinguer des stries sur la branche horizontale, à l'image du plissé d'un nœud.
L'ânkh pourrait symboliser la vertèbre d'un taureau. Andrew Gordon, un égyptologue, et Calvin Schwabe, une vétérinaire affirment que l'origine de l'ânkh est relié à deux autres signes qui apparaissent souvent ensemble : le sceptre, symbole de pouvoir et domination, et le pilier Djed symbolisant la stabilité. D'après cette hypothèse, la forme de chaque signe est dessinée d'après l'anatomie d'un taureau. L'ânkh serait la vertèbre thoracique, le pilier djed le sacrum et la vertèbre lombaire, et le sceptre le pénis du taureau. Dans les croyances égyptiennes, le sperme était connecté à la vie et par conséquent au pouvoir. Des textes indiquent que les Égyptiens pensaient que le sperme était dans les os. 
Depuis l'antiquité l'ânkh a une signification magique. Symbole de vie, elle était d'ailleurs souvent portée comme amulette par les Égyptiens.

Sa forme hiéroglyphique signifiant « vie » se retrouve dans la formule d'eulogie égyptienne ˁnḫ(=w), wḏȝ(=w), snb(=w),
| S34 | U28 | S29 |

| S34 | U28 | S29 |

L'ânkh peut aussi représenter la clé de la connaissance cachée pour résoudre les mystères de la vie et de la mort. D'un point de vue spirituel, la boucle symbolise alors l'âme éternelle car elle n'a ni début ni fin et la croix représente la mort.
L'ânkh pourrait être une courroie de sandale avec la boucle contournant la cheville, ce qui serait alors une métaphore pour la marche, le mouvement, et par conséquent la vie puisque vivre c'est bouger. Alan Gardiner pense que les courroies de sandale telles qu'on les illustre durant le Moyen Empire ressemblent au hiéroglyphe. Le mot désignant la courroie de sandale s'écrit également ˁnḫ même s'il se prononçait peut-être différemment. La boucle d'une sandale, c'est son nœud, il permet d'y mettre son orteil pour pouvoir avancer. « L’action de nouer, he, veut dire relier, mettre en rapport. C’est pour cela que ce mot va être en relation avec un mot fondamental : heka, qui veut dire magie ou art de relier les aspects distincts du monde dans une unité sympathique. ». Sa liste de signification des hiéroglyphes qui place l'ânkh dans la catégorie des vêtements est encore actuelle. James Peter Allen dans son livre introductif sur le langage égyptien publié en 2014 affirme aussi que l'ânkh symbolise une courroie de sandale.
Victor Loret, un égyptologue du XIXe siècle pensait que l'ânkh était en réalité un miroir. Seulement, Loret reconnut que les divinités portaient fréquemment l'ânkh par l'anneau en passant leurs mains au travers. L'ânkh ne possédait donc pas la solidité requise de la surface de reflet qu'un miroir aurait eu.
L'ânkh évoque également un ange ou un religieux les bras ouverts.

## Utilisations modernes

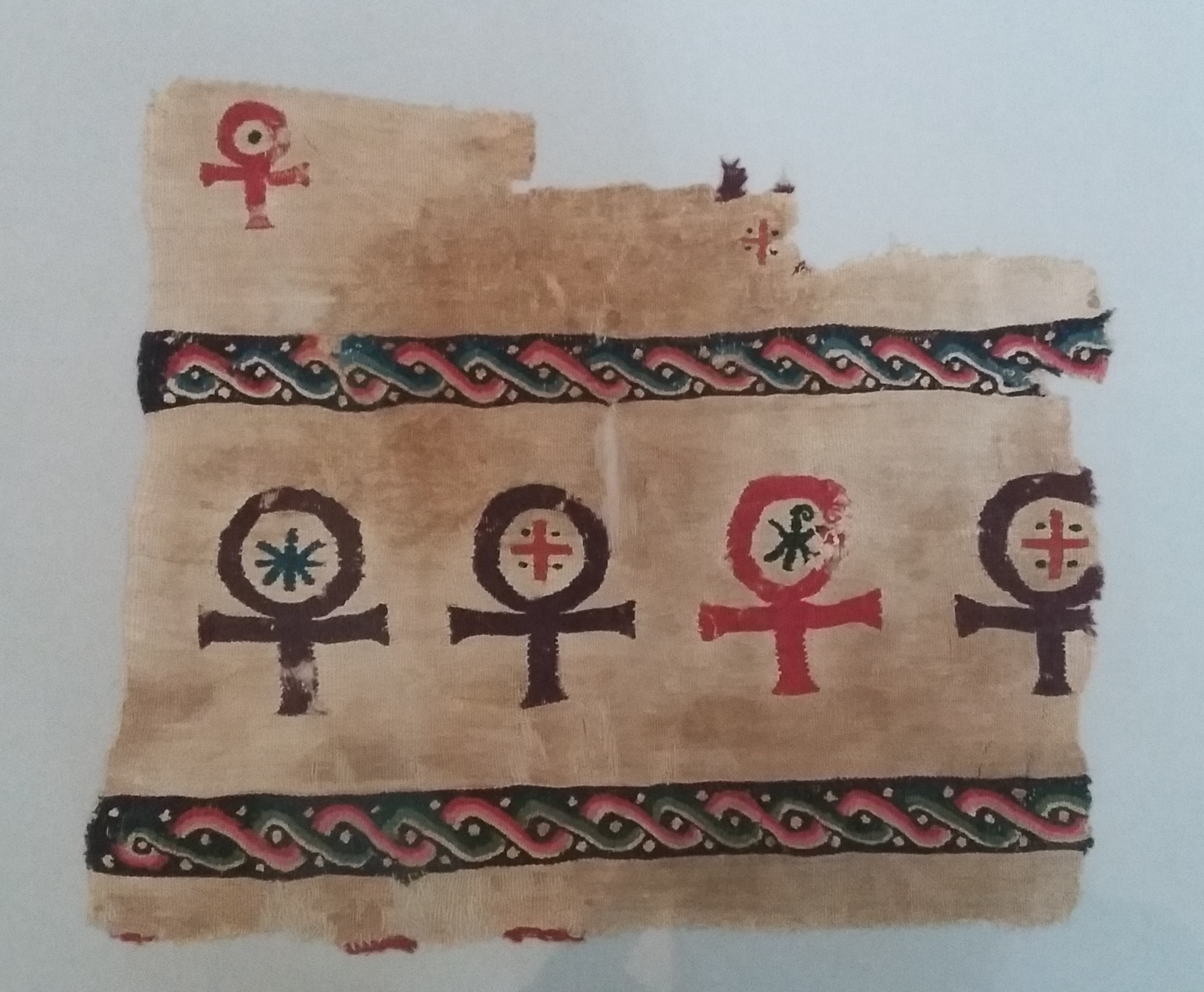
Croix coptes.

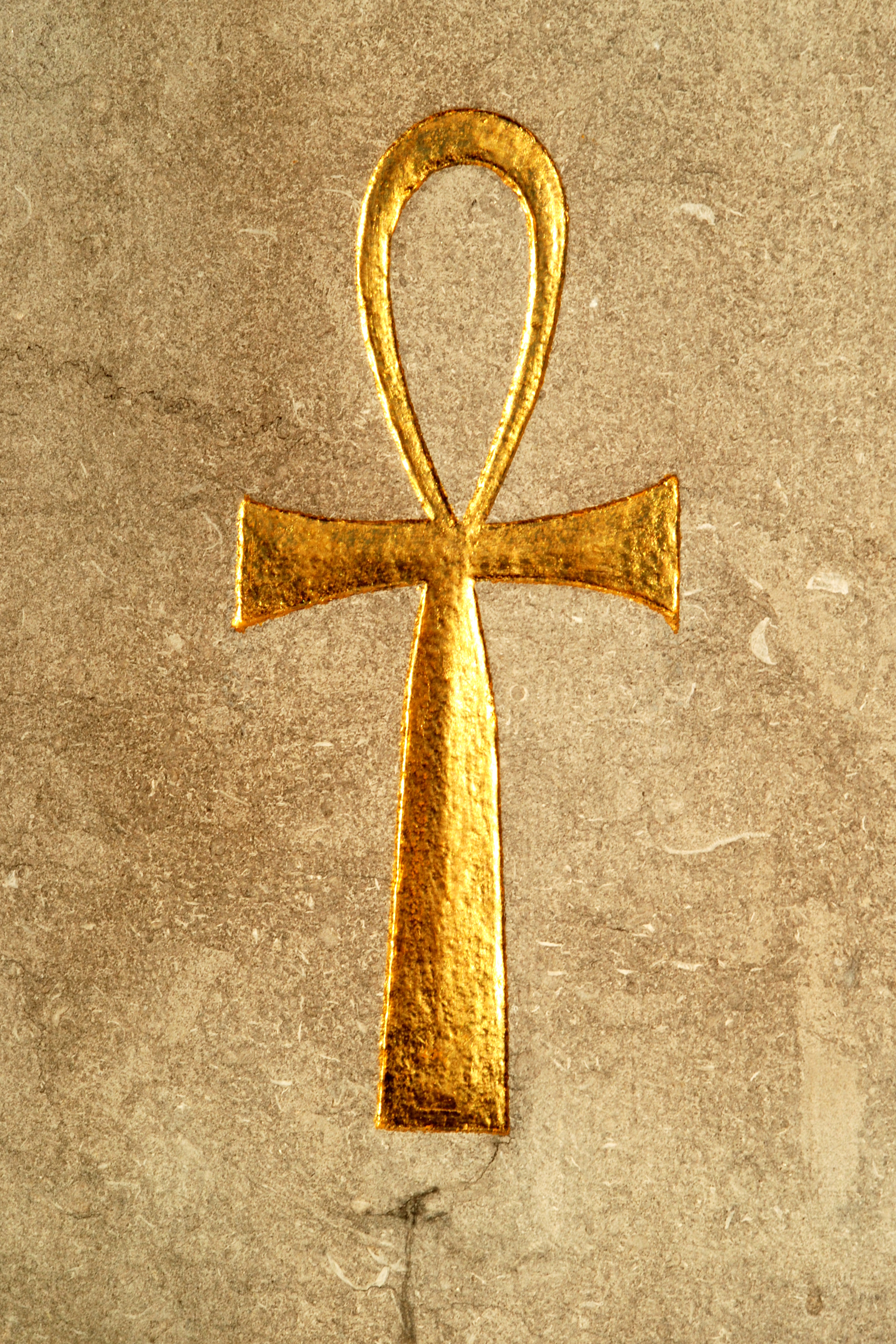
Ânkh ornant le mausolée Goblet d'Alviella (Belgique).

Plus récemment, l'ânkh est devenue un symbole populaire en Occident, particulièrement en tant que bijou et tatouage.
Le symbole resurgit avec le mouvement de contre culture des années 1960 portant un grand intérêt pour les anciennes religions. Au XXIe siècle, l'ânkh est plus largement reconnue comme l'affirmation d'une identité culturelle. L'ânkh est également associée à la religion de Kemet, un mouvement religieux basé sur la religion de l'Égypte antique. Le signe est aussi populaire dans la culture gothique dans laquelle l'ânkh est associée aux vampires, notamment avec le film Les Prédateurs de 1983. De plus, de nombreux fans de style « New Age » et de néo-païens l'utilisent de manière plus générique en tant que symbole de la vie ou parfois de la sagesse.
Actuellement, on trouve donc couramment l'ânkh comme symbole rappelant l'Égypte antique. Il est largement utilisé dans la culture populaire, comme un moyen de communiquer instantanément avec une histoire lointaine, de mystérieuses forces vitales et/ou une magie spirituelle :
- lors d'événements alternatifs tels que « Burning Man » ;
- collier, symbolisant le Sanctuaire, porté par un réseau de coureurs ou de fugitifs, tentants d'échapper à leur destin dans le film de science-fiction de 1976, L'Âge de cristal, d'après le roman de William F. Nolan du même titre ;
- Matthew Barlow, ex-chanteur du groupe de heavy metal américain Iced Earth porte un médaillon de croix d'ânkh qu'il arbore souvent sur scène.
- porté par David Bowie et Catherine Deneuve, la partie inférieure cachant un couteau utilisé pour boire le sang, dans le film de vampire de 1983 Les Prédateurs, fondé sur le roman de Whitley Strieber du même titre ;
- dans la bande dessinée Le Mystère de la Grande Pyramide, le symbole permet à Mortimer d'éloigner un serpent ;
- également porté par Phoebe dans la série Friends ;
- dans l'univers Vertigo (DC Comics), Death porte un ânkh comme collier ;
- dans la trilogie du Cycle des dieux de Bernard Werber, les personnages se servent d'un ânkh comme d'un outil ;
- l'ânkh est l'emblème de la chanteuse neo soul américaine Erykah Badu ;
- également arboré en tatouage sur le poignet de la chanteuse Aaliyah ;
- c'est également l'un des symboles arborés par le groupe de rock gothique finlandais The 69 Eyes ;
- c'est aussi un symbole arboré par le groupe de Brutal death metal, Nile notamment par le guitariste Karl Sanders (en) ;
- on la trouve également dans la magie du personnage de comics Doctor Fate, ainsi que dans le manga Yu-Gi-Oh!, un des sept objets du Millenium (objets magiques), la clé du millenium ressemble énormément à l'ânkh ;
- on la retrouve également dans le jeu vidéo World of Warcraft[réf. nécessaire], c'est un objet permettant aux shamans de revenir à la vie d'eux-mêmes ;

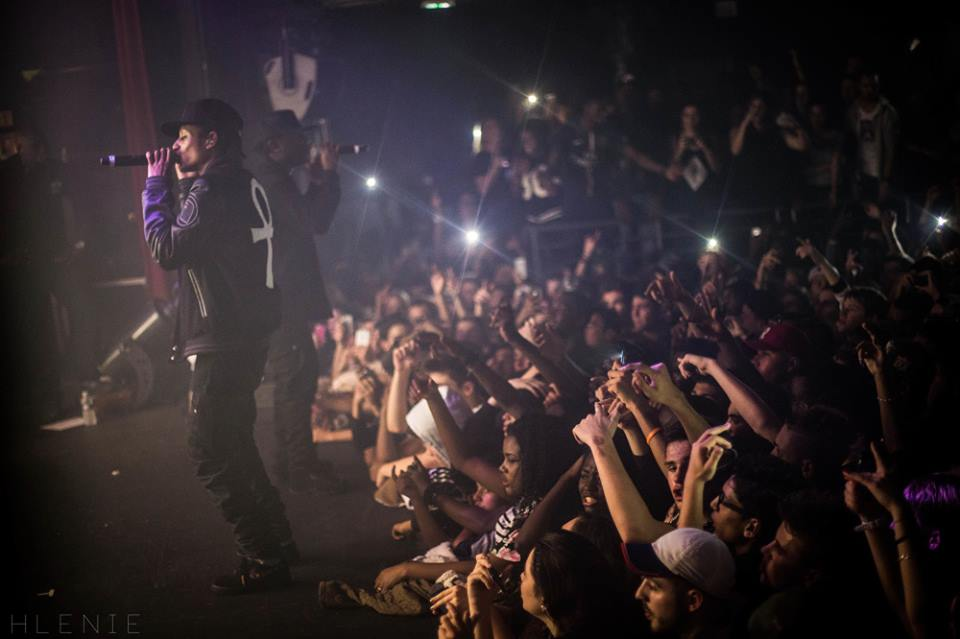
Le rappeur Joke portant une veste avec l'ânkh.

- elle est aussi le symbole des étudiants sages-femmes dans la faluche ;
- le rappeur, décédé en 2018, XXXTentacion arborait un tatouage de la croix sur son torse.